# Кейдан, Альберт Петрович
Альберт Петрович Кейдан (род. 3 июля 1943 года, деревня Кейдани, Резекненский уезд) — зоотехник-селекционер колхоза имени Кирова Лудзенского района, Латвийская ССР. Герой Социалистического Труда (1988).

## Биография
Родился в 1943 году в крестьянской семье в деревне Кейдани Резекненского уезда. С 1958 года — полевод колхоза «Варонис» Резекненского района. Обучался в Малтском совхозе-техникуме, по окончании которого с 1966 года трудился зоотехником научно-исследовательского хозяйства «Латгале». С 1971 года — зоотехник, главный зоотехник колхоза имени Кирова Лудзенского района.
Совместно с Латвийским научно-исследовательским институтом животноводства и ветеринарии занимался разведением и усовершенствованием новой породы свиней — латвийской белой. По итогам селекционной работы в завершающем году Одиннадцатой пятилетки (1981—1985) среднесуточный привес составил 818 грамм на каждую голову. Рентабельность разведения свиней к 1987 году в колхозе составила около 200 %. Указом Президиума Верховного Совета СССР от 17 августа 1988 года удостоен звания Героя Социалистического Труда «за выдающиеся трудовые достижения, большой личный вклад в увеличение производства продукции животноводства на основе освоения интенсивных технологий и передовых методов организации труда» с вручением ордена Ленина и золотой медали Серп и Молот.
Избирался депутатом Лудзенского районного и Блотинского сельского Советов народных депутатов.
Награды и звания
- Герой Социалистического Труда
- Орден Ленина
- Орден Октябрьской Революции (16.03.1981)
- Орден «Знак Почёта» (10.03.1976)
- Бронзовая медаль ВДНХ.